# 이나니와정
이나니와정(稲庭町)은 아키타현 오가치군에 설치되었던 정이다. 현재의 유자와시에 해당한다.